# 泣いちゃうかも
『泣いちゃうかも』（ないちゃうかも）は、モーニング娘。38枚目のシングル。2009年2月18日に発売された。

## 概要
オリジナル・シングルは「リゾナント ブルー」以来10か月振り。初回生産限定盤AのCD+DVD（Another Ver.）、初回生産限定盤BのCD+DVD（Close-up Ver.）、CDのみ通常盤の3形態が発売された。初回生産限定盤A、B、通常盤（初回仕様）ともイベント抽選シリアルナンバーカードが封入されている。

## 収録曲
全作詞・作曲：つんく
1. 泣いちゃうかも
編曲：大久保薫
  - メインボーカルは当時在籍の5期・6期全員。センターは高橋愛、田中れいな[1]。歌詞中に出てくる「マリコ」という名前は、音の響きと、言葉から感じる印象から決定した。
2. 弱虫
編曲：高橋諭一
  - 1番が新垣里沙、2番が道重さゆみのソロ歌唱。
3. 泣いちゃうかも (Instrumental)

## 参加メンバー
- 5期：高橋愛、新垣里沙
- 6期：亀井絵里、道重さゆみ、田中れいな
- 7期：久住小春
- 8期：光井愛佳、ジュンジュン、リンリン

## 参加ミュージシャン
- 大久保薫 - プログラミング(1)
- 鎌田浩二 - ギター(1)
- 高橋愛 - コーラス(1)
- 道重さゆみ - コーラス(1)
- 高橋諭一 - プログラミング&ギター(2)
- モーニング娘。 - コーラス(2)